# Aiguille des Grands Charmoz
Die Aiguille des Grands Charmoz ist ein 3445 m hoher Berg im Mont-Blanc-Massiv in den französischen Alpen.
Der von Südost nach Nordwest streichende Gipfelgrat trägt eine Reihe fast gleich hoher Türme. Der höchste Gipfelturm wurde am 9. August 1885 durch H. Dunod, P. Vignon, François Simond, F. Folliguet, G. Simond und J. Desailloux erreicht.
Alpinistisch sticht die 900 Meter hohe, kombinierte Nordwand hervor. Sie ist 65° steil, weist  Schwierigkeiten bis zum V. Grad der UIAA-Skala auf und wurde von Willo Welzenbach und Willy Merkl in zwei Etappen vom 30. Juni bis 1. Juli, sowie vom 5. bis 9. Juli 1931 erstmals durchstiegen.
Im Nordostgrat erhebt sich der markante Felsturm Aiguille de la République (3305 m), der früher nur mittels Seilwurfs erklommen werden konnte. Die erste derartige Ersteigung gelang H. E. Beaujard am 29. Juli 1904. Seit 1971 führt eine Bohrhakenreihe zum höchsten Punkt des Turms.

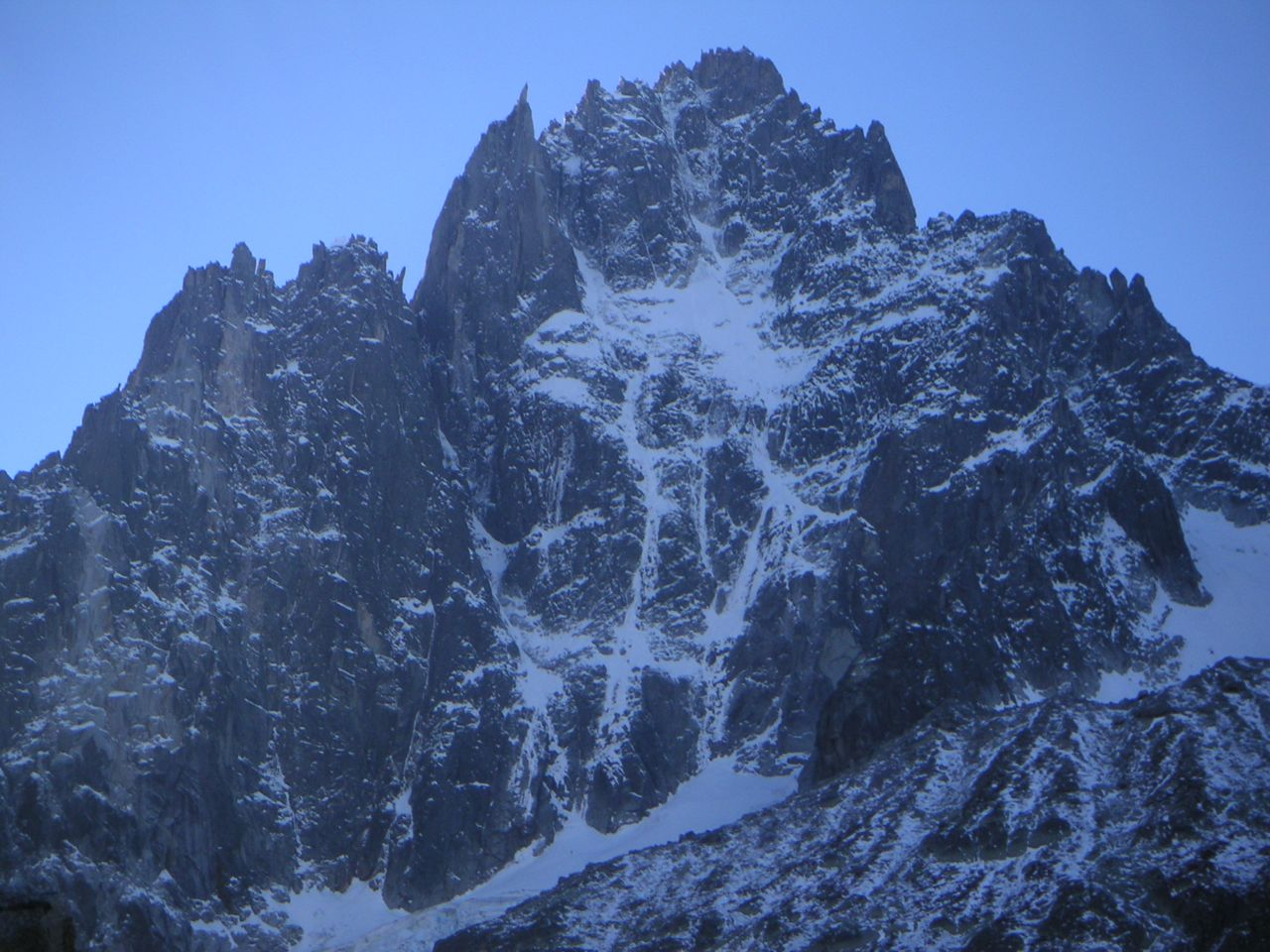
Nordwand der Aiguille des Grands Charmoz
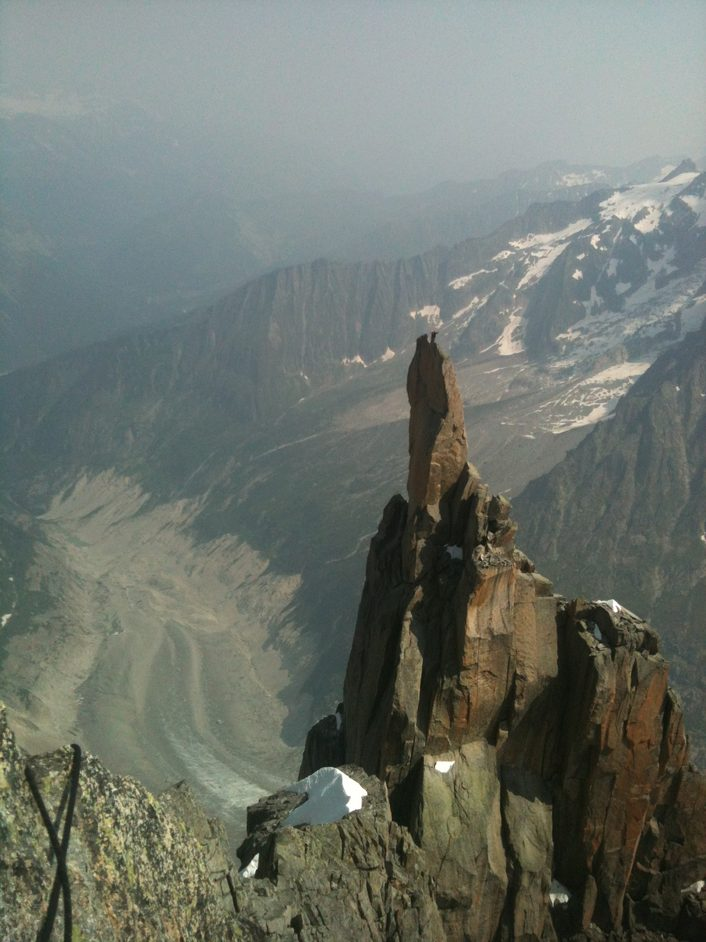
Aiguille de la République